# Kathedraal van San Cristóbal de La Laguna

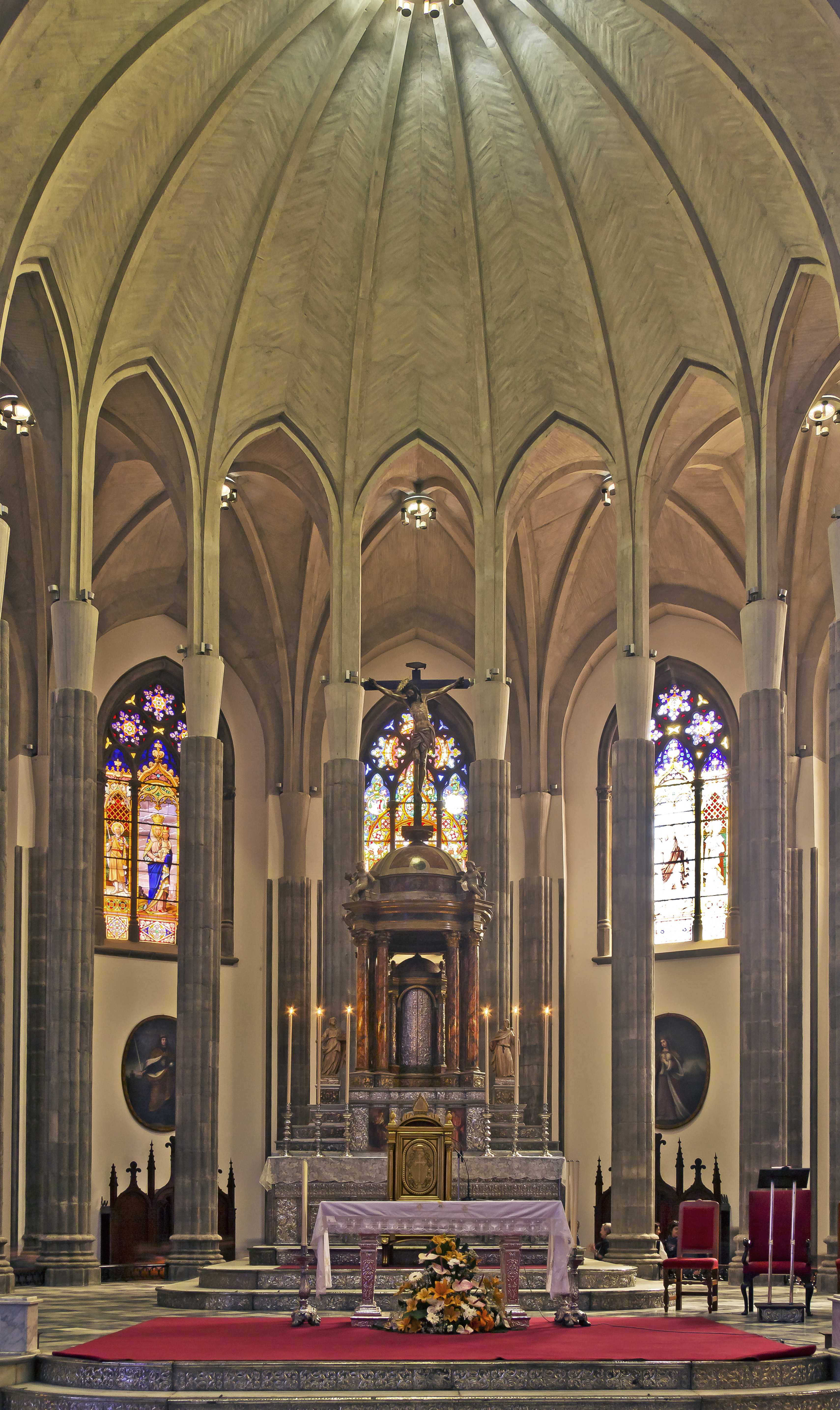
Interieur

Kathedraal van San Cristóbal de La Laguna (Santa Iglesia Catedral de San Cristóbal de La Laguna) is een rooms-katholieke kathedraal in San Cristóbal de La Laguna (Tenerife, Canarische Eilanden, Spanje). Het is de zetel van het bisdom Tenerife.

## Geschiedenis
In 1511 stond op de plaats van de kathedraal een kapel, die in 1515 werd vervangen door een groot gebouw, gewijd aan de Maagd Maria (Virgen de los Remedios), in Mudejar-stijl, waarvan de toren is gebouwd in 1618.
De kerk werd een kathedraal in 1819 door paus Pius VII, toen in San Cristóbal de La Laguna het nieuwe bisdom werd ingesteld. De neoclassicistische gevel dateert uit 1820, de huidige structuur werd gebouwd tussen 1904 en 1915 en is in neogotische stijl.